# Писаренко Валерій Володимирович
Вале́рій Володи́мирович Писаре́нко (нар. 8 липня 1980, м. Нова Каховка, Херсонська область) — український політик, безпартійний, народний депутат України 5-го, 6-го, 7-го та 8-го скликань з 2006 року. Заслужений юрист України. Громадський діяч. Близький соратник ексзаступника глави адміністрації президента Януковича Андрія Портнова. Один із нардепів, які в січні 2014 року голосували за Диктаторські закони.
У жовтні 2016 року обраний віцеголовою Бюро Групи експертів із відновлювальної енергетики та віцеголовою Бюро Групи експертів з енергоефективності Комітету зі сталої енергетики Європейської економічної комісії ООН. Кандидат юридичних наук.
Колишній член фракцій Партії регіонів та Блоку Тимошенко у ВРУ. Прихильник впровадження російської мови як другої державної в східних регіонах України.

## Життєпис
- 1997 — вступив до Академії адвокатури України при КНУ (колишній Інститут адвокатури при КНУ.
- 2002 — отримав свідоцтво про право на заняття адвокатською діяльністю.
- 26 березня 2006 року — вперше обраний народним депутатом Верховної ради.
- 1 липня 2010 року — став кандидатом юридичних наук за фахом «Конституційне і муніципальне право».
- 17 грудня 2010 року — отримав звання Заслуженого юриста України.
- 2011 — визнаний Юристом року в Україні у номінації «Законодавець року».
- 2010—2013 — викладач кафедри конституційного права в Київському національному університеті.
- 2011—2014 — доцент кафедри конституційного, муніципального і міжнародного права Харківського національного університету
- Квітень — травень 2015 року — закінчив програму «Підприємництво і управління інноваціями» в Каліфорнійському університеті в Берклі.
- 2009—2015 — співвласник Студії Савіка Шустера[10].
- Липень 2015 року — закінчив курс «Геополітика» в Женевському Інституті геополітичних досліджень.
- Вересень — жовтень 2015 року — закінчив курс «Формування громадянської довіри до законодавчої влади» при Палаті Голів Конгресу США (Вашингтон).
- Лютий 2016 року — закінчив Урядову школу ім. Джона Кеннеді. Бізнес курс Leadership for the 21 centure: chaos, conflict and courage.
- Квітень 2016 року — закінчив Єльську школу менеджменту. Курс «Стійкість як стратегія бізнесу».
- Жовтень 2016 року — обраний на два роки Віцеголовою Бюро Групи експертів із відновлювальної енергетики та Віцеголовою Бюро Групи експертів з енергоефективності Комітету зі сталої енергетики Європейської економічної комісії ООН.

## Парламентська діяльність
26 березня 2006 року — народний депутат Верховної ради 5-го скликання від Блоку Тимошенко, № 75 в списку:
- Член Комітету з питань правової політики.
- Голова підкомітету з питань організації та діяльності органів юстиції та нотаріату, виконавчої служби.
- Представник України в Парламентській асамблеї Ради Європи і в Міжпарламентській асамблеї Євразійського економічного співтовариства.

23 листопада 2007 року — обраний народним депутатом ВРУ 6-го скликання від Блоку Тимошенко, № 74 в списку:
- Член Комітету ВРУ з питань правової політики та правосуддя.
- Голова підкомітету з питань правових основ організації та діяльності виконавчої служби і реагування на порушення законодавства щодо виконання рішень Комітету ВРУ з питань правосуддя.
- Заступник голови Спеціальної контрольної комісії ВРУ з питань приватизації.
- Голосував за ратифікацію Харківських угод[11].

2 вересня 2009 року — голосував супроти засудження акту агресії Російської Федерації проти суверенної держави Грузія.
На парламентських виборах 12 грудня 2012 року переміг в одномандатному окрузі № 168, Харків, висунутий від Партії регіонів:
- Голова Комітету Верховної Ради України з питань правової політики та правосуддя.

26 жовтня 2014 року — народний депутат 8-го скликання по мажоритарному округу № 168, Харків:
- Голова міжфракційного об'єднання «За Харків! За Слобожанщину!»
- Член Комітету ВРУ з питань правової політики та правосуддя.
- Член комітету Національної парламентської групи в Міжпарламентському союзі.
- Член української частини міжпарламентської асамблеї України та Польщі.
- Член групи з міжпарламентських зв'язків з Китаєм, США, Ізраїлем, Італією, Туреччиною, Німеччиною.
- 21 вересня 2016 року презентував у парламенті абсолютно нову систему виборів депутатів до Верховної Ради — новий Виборчий кодекс України[13] (у підсумку Виборчий кодекс України був прийнятий з іншого проєкту).
- Був одним із 59 депутатів, що підписали подання, на підставі якого Конституційний суд України скасував статтю Кримінального кодексу України про незаконне збагачення, що зобов'язувала держслужбовців давати пояснення про джерела їх доходів і доходів членів їх сімей. Кримінальну відповідальність за незаконне збагачення в Україні запровадили у 2015 році. Це було однією з вимог ЄС на виконання Плану дій з візової лібералізації, а також одним із зобов'язань України перед МВФ, закріпленим меморандумом[14].

В травні 2019-го виступив з ініціативою відставки спікера Верховної ради Андрія Парубія. Пропустив 59 % засідань Верховної ради і 83 % засідань комітету.

## Міжнародна діяльність
- Січень 2016 року — взяв участь у саміті «Енергія Майбутнього» в Абу Дабі, ОАЕ[17].
- 24—28 липня 2016 року — взяв участь у з'їзді Демократичної партії США у Філадельфії[18].
- 11 листопада 2016 року — взяв участь у щорічній конференції міжнародної неурядової організації Римський клуб.
- Листопад 2016 року — Валерій Писаренко ініціював проведення в Україні у 2018 році IX Міжнародного форуму «Енергія для сталого розвитку». Міністр енергетики та вугільної промисловості України Ігор Насалик також підтримав пропозицію Валерія Писаренка організувати в Україні міжнародну зустріч міністрів з питань енергетики під егідою ООН[19].
- 15 грудня 2016 року — 16 грудня 2016 року — разом із REN21 та UNECE організував та провів семінар «Нові можливості для розвитку сталої енергетики в Україні»[20].

|                     | Альтернативна енергетика — це безальтернативне майбутнє для всієї планети. Мені, як людині, що народилася в Україні, хотілося б, щоб і моя країна стала частиною цього майбутнього. Тому розвиток відновлювальних джерел енергії - це саме той стандарт, навколо якого ми будуватимемо наше майбутнє. |
| — Валерій Писаренко | |

- 18 січня 2017 року — 20 січня 2017 року — Писаренко організував у штаб-квартирі ООН у Женеві (Швейцарія) інтерактивну експозицію Chernobyl. Inside[22], присвячену 30-й річниці Чорнобильської катастрофи та завершенню насування безпечного конфайнменту на 4-й енергоблок Чорнобильської АЕС. Виставка пройшла в рамках 25-ї сесії Комітету зі сталої енергетики Європейської Економічної комісії ООН.

|                     | Чорнобиль вибухнув не в Україні. Він вибухнув на планеті Земля. Тому що для радіації немає меж, від неї немає порятунку. Кожна атомна електростанція на планеті — це червона кнопка. Ніхто не знає, коли вона буде натиснута знову. Скільки ще доль має бути принесено в жертву, щоб ми зрозуміли — наш порятунок — у переході на енергію сонця, вітру, біомаси. Відновлювана енергія — це біла кнопка для людства. |
| — Валерій Писаренко | |

- 20—21 березня 2017 року — Валерій Писаренко представив Україну на Міжнародній конференції з актуальних питань енергетики Berlin Energy Transition Dialogie — towards a global Energiewende, яка проходила в Берліні, Німеччина[24].
- 28 березня — 12 квітня 2017 року — представив Україну в Пекіні (Китай) на Міжнародному семінарі «Енергетична стратегія країн Шовкового шляху».
- 29 травня — 2 червня 2017 року — взяв участь у навчальній програмі «Антикорупційна стратегія Сінгапуру» у Коледжі державної служби Сінгапуру.

## Громадська діяльність
- 3 квітня 2011 року — 2019 рік — створив громадську організацію «Нові Рубежі» та був її почесним президентом.
- 2016 — «Нові Рубежі» першою у Харкові розпочала роботу з впровадження в життя молоді міста 17 Глобальних Цілей, затверджених ООН[25].

## Сім'я
- Доньки Писаренко Софія Валеріївна і Писаренко Марія Валеріївна
- Батько Писаренко Володимир Семенович
- Громадянська дружина — Пайос Юлія Ігорівна[26]

## Власність
- Згідно з деклараціями, є власником 4 годинників Patek Philippe, трьох — Breguet, одного Jaeger LeCoultre, Rolex та Audemars Piguet[26].
- Дві квартири, два офіси та два житлових будинки в Києві.
- Автомобілі: Mercedes Benz S500, GL 350, Lexus RX 350, Porsche Panamera 4s, Volkswagen Caddy.

## Нагороди
- 17 грудня 2010 року — отримав звання Заслуженого юриста України[27].
- 2011 — визнаний Юристом року в Україні в номінації «Законодавець року»[28].